# Genève-Plage
Genève-Plage es un parque de 42.000 metros cuadrados, una piscina pública y una playa situada en el territorio de la comuna de Cologny, en el cantón de Ginebra, en el país europeo de Suiza.
La estructura actual fue construida en 1932 al mismo tiempo que el muelle y el paseo marítimo de Cologny. Para crear el parque, se ganó terreno en el lago usando el vertido de la demolición de la antigua estación de ferrocarril. Desde su inauguración, el centro está gestionado por la Asociación de Genève-Plage, que se constituyó el 20 de noviembre de 1931.